# Селенгинский целлюлозно-картонный комбинат
Селенгинский целлюлозно-картонный комбинат (СЦКК) — завод по производству сульфатной небелёной целлюлозы, располагается в черте посёлка городского типа Селенгинск (Бурятия). Мощность производства — 400 тысяч тонн картона в год.

## История

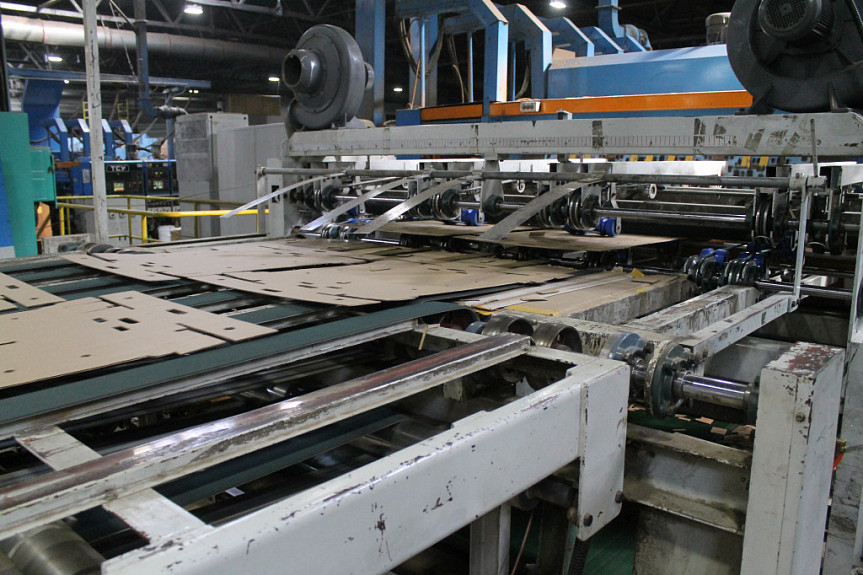
Производство картона. Селенгинский целлюлозно-картонный комбинат. Бурятия

Строительство Селенгинского целлюлозно-картонного комбината начато в 1959 году на площадке, где ранее (с 1956 по 1959 годы) осуществлялось строительство целлюлозно-вискозного комбината.
Выбор места строительства комбината на реке Селенге был обусловлен наличием в республике достаточных лесосырьевых ресурсов, отсутствием на месте потребителей древесины, развитой транспортной сетью, имеющимися строительными материалами и близостью месторождения угля.
В апреле 1959 года Госпланом СССР и Советом Министров РСФСР было внесено предложение в Совмин СССР об изменении профиля Селенгинского комбината: производство только тарного картона. Таким образом, была обоснована необходимость строительства в бассейне Байкала предприятия – утилизатора отходов лесопиления и деревообработки.
Комбинат строился в чрезвычайно трудных условиях, связанных с сейсмичностью зоны (до 9 баллов). Стройка была объявлена Всесоюзной Ударной Комсомольской.
В ходе строительства проектное задание неоднократно корректировалось, проходило ряд экспертиз. Географическое положение предприятия обусловило пристальное к нему внимание со стороны экологов. Требования к природоохранным мероприятиям постоянно возрастали, что увеличило сроки строительства комбината.

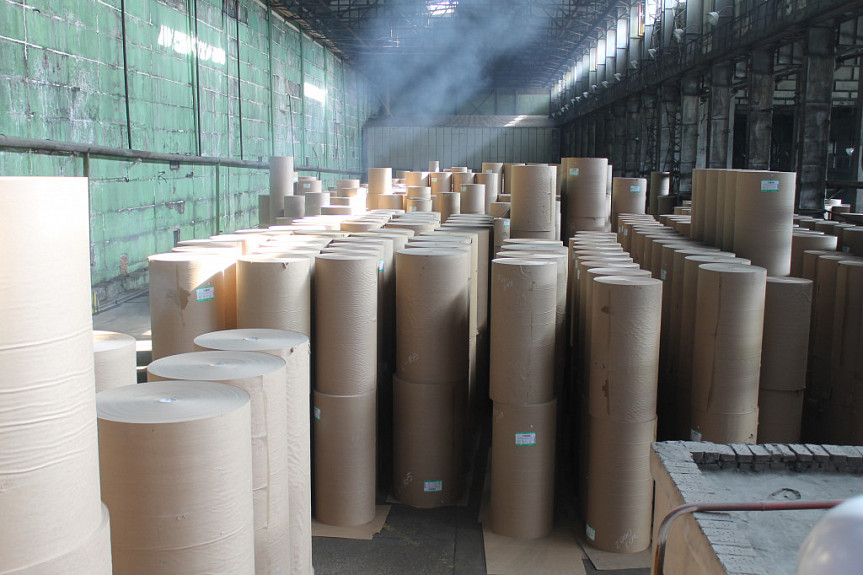
Склад готовой продукции. Селенгинский целлюлозно-картонный комбинат.

В 1971 году приказом Министерства Целлюлозно-бумажной промышленности СССР было утверждено скорректированное Сибгипробумом проектное задание Селенгинского ЦКК с основными показателями:
целлюлозы по варке 297 тыс. тонн в год;
картон тарный – 280 тыс. тонн в год.
Цеха комбината вводились в эксплуатацию по мере готовности. Первыми начали работать электроремонтный цех и центральные ремонтно-механические мастерские – 1967 год.
30 июня 1971 года Государственной приемочной комиссией была принята в эксплуатацию первая очередь ТЭС, а в августе первый генератор дал промышленный ток.
25 апреля 1973 года была опробована под нагрузкой на привозной байкальской целлюлозе картоноделательная машина К-07 и получена первая продукция - товарная целлюлоза.
Согласно акту Государственной комиссии был определен объем выпуска тарного картона 140 тысяч тонн.
7 июня 1973 года была произведена первая варка целлюлозы и задействована вся технологическая цепочка комбината по выпуску картона.
30 июня 1973 года подписан акт Государственной комиссии о вводе в эксплуатацию первой очереди комбината в объеме 145 тысяч тонн целлюлозы по варке и 140 тысяч тонн картона в год. Эта дата стала днем рождения Селенгинского ЦКК.
1974 год стал годом полного освоения технологии биологической, химической, механической очистки промышленных стоков, был введен в строй комплекс очистных сооружений, способный до минимума сократить вредное воздействие стоков на экосистему озера Байкал.
В январе 1975 года был получен картон марки К-2, а с января 1976 года началась поставка продукции на экспорт.
В 1975-1977 годы совместно с сотрудниками Астраханского ВНИИБа отрабатывался режим варки целлюлозы и получения картона для плоских слоёв гофрированного картона на древесине смешанных пород с добавкой 50 % лиственницы.
31 декабря 1976 года принят в эксплуатацию завод по переработке побочных продуктов от варки целлюлозы в талловую продукцию. В настоящее время имеет наименование – Цех по производству лесохимической и лакокрасочной продукции.
Завод по переработке побочных продуктов от варки целлюлозы в талловую продукцию вступил в строй в 1977 году и рассчитан на переработку сырого таллового масла Селенгинского ЦКК и Байкальского ЦБК. Основное технологическое оборудование отечественного производства.
11 октября 1977 года на КДМ-2 получена первая продукция – обёрточная бумага и бумага для гофрирования, а затем начат выпуск картона марки К-1.
В 1980 году комбинат впервые выполнил государственный план, а с 1987 г. стабильно выполняет план, включая план поставок по договорам.
В 1984 году открылся участок по производству лакокрасочных материалов. Первая его продукция – олифа талловая. В 1989 году начался выпуск лака марки ПФ-283; ПФ-053 и эмалей ПФ-223; ПФ-266. Цех по производству лесохимической и лакокрасочной продукции производит канифоль, жирные талловые кислоты, дистиллированное талловое масло (ДТМ), лак, олифу, эмали. Цех работает с высокой рентабельностью, выпускает высококачественную продукцию, востребованную на рынке.
1980-1990 годы стали периодом стабилизации работы предприятия. За это время проведён большой объём работ – по модернизации картоноделательных машин с переводом их на синтетическую сетку, по сокращению пылегазовых выбросов, внедрению замкнутой системы водооборота, проект которой был удостоен Государственной премии России.
1 августа 1990 года комбинат прекратил сброс в Селенгу промышленных сточных вод.
21 октября 1992 года цех по производству гофротары выпустил свою первую продукцию. Новое производство позволило перерабатывать на месте значительную часть выработанного картона, оставлять его для дальнейшей переработки и выпускать конечную продукцию – гофрированную тару. Это, в свою очередь, дало возможность увеличить реализацию продукции, значительно расширить её номенклатуру.
В мае 1993 года было открыто производство бугорчатых прокладок, пущена линия по изготовлению ящиков № 2.
Октябрь 1995 года - для обслуживания грузов комбината, следующих через границу, открылся Селенгинский таможенный пункт.
В 1997 году на КДМ-1 была получена новая продукция – бумага мешочная с показателями, соответствующими требованиям ГОСТа.
В 1998 году открылся цех по производству картона с мелованным покрытием.
2000 год – пуск бумагоделательной машины. В этом же году основано производство бумажных пакетов.
Май 2002 года – в управление предприятием вступили менеджеры компании ЛПК Континенталь Менеджмент, незадолго до этого купившей СЦКК.
Картон для плоских слоев гофрированного картона марки К-0 производства ОАО «Селенгинский ЦКК» был удостоен Большой Золотой медали на Новосибирской выставке-ярмарке СИБУПАК-2006
В 2009 году проведена модернизация гофроагрегата ЛСГКП с заменой основных узлов на компьютеризированное оборудование Тайваньского производства и установкой гофропресса, позволяющее изготавливать 5-слойный гофрокартон.

## Кризис 2013 года
К концу 2013 года предприятие оказалось в сложной финансовой ситуации. Еще весной 2012 депутат Народного Хурала Владимир Гейдебрехт, который был собственником предприятия до 2002 года, заявил, что СЦКК находится в предбанкротном состоянии. Кроме того сообщалось, что комбинат имеет большие долги по пенсионным отчислениям и налогам, его дебиторская задолженность меньше в два с половиной раза кредиторской.
В декабре 2013 года предприятие было остановлено, а генеральный директор предприятия Владимир Большаков ушел в отставку. По его словам комбинат оказался на грани банкротства. Долги по платежам в Пенсионный фонд, налогам и счетам за электроэнергию достигли 118 млн. рублей.  Большие долги не позволили комбинату вовремя подготовиться к отопительному сезону, запасы угля для котельной, тепло которой используется для отопления посёлка, сократились до четырехдневной нормы. Жители посёлка Селенгинск вышли на митинг, а проблема поселка была поднята на состоявшейся 19 декабря большой пресс-конференции президента России Владимира Путина.
23 декабря 2013 года ЛПК Менеджмент, при участии руководства республики, заключил договор о продаже предприятия местному ООО "Байл", которое контролируется семьей Евгения Пруидзе, бывшего депутата Народного Хурала. Как заявил новый собственник, он планирует разобраться с делами предприятия, погасить долги перед сотрудниками и перед угольщиками, чтобы обеспечить бесперебойные поставки угля и к 8 января запустить производство. В этот же день новым директором ОАО «Селенгинский целлюлозно-картонный комбинат» была назначена Лилия Деева. На предприятие был оперативно поставлен уголь в долг, что несколько ослабило топливный кризис в посёлке.
10 октября 2014 г. состоялось принятие арбитражным судом республики Бурятия заявления о признании ОАО «Селенгинский целлюлозно-картонный
комбинат» банкротом.